# Zamek w Chobieni
Zamek w Chobieni (niem. Schloss Köben) – zamek w Chobieni, w województwie dolnośląskim, w powiecie lubińskim, w gminie Rudna.

## Historia
Geograf Bawarski w 845 roku wymienia 20 grodów plemienia Dziadoszan, a wśród nich gród Cobena (Chobienia). Kolejne udokumentowane wzmianki o grodzie na lewym brzegu Odry, pochodzą z 1209 i 1238. Pierwszą murowana budowlę obronną w stylu późnogotyckim wzniesiono na miejscu dzisiejszej około XIV w. 
Prawdopodobnie w XVI w. została zburzona i w 1583 postawiono zamek renesansowy z inicjatywy ówczesnego właściciela Georga von Kottwitza. Kolejnej rozbudowy w pierwszej połowie XVII w. dokonał Leonhard von Kottwitz. W XVIII w. nastąpiła modernizacja, której dokonał Carl Sigismund von Gellhorn. Ponownej modernizacji dokonano w 1905. Ostatnim prywatnym właścicielem pałacu przed upaństwowieniem w okresie międzywojennym był Wolfgang von Saurma.
W czasie działań wojennych w 1945 został uszkodzony i pozostaje nieodbudowany. 
Zamek powstał na planie prostokąta, dwukondygnacyjne skrzydła otaczają wewnętrzny dziedziniec, do którego prowadzi sień przejazdowa pod prostokątna basztą w skrzydle zachodnim. Pozostałe trzy koliste baszty umieszczono na narożach. Najstarszą częścią są piwnice w północno-zachodnim skrzydle. Pierwotnie był otoczony fosą z wodą. Wnętrza jedno i dwutraktowe przesklepione na parterze sklepieniem kolebkowym z lunetkami. Zachował się także odkryty w 1905 malowany strop z 1583 przedstawiający herby rodowe, renesansowe i barokowe portale na przykład od strony południowej z herbem von Saurma; renesansowe kamienne obramienia okien, oraz fragmenty dekoracji stiukowej. W murach zamku gościło wielu wspaniałych gości. Tu w 1611 Leonhard von Kottwitz urządził wesele Johannowi Heermannowi, jednemu z najwybitniejszych twórców ewangelickich.
W 1759 król pruski Fryderyk II Wielki odwiedził tu swoich żołnierzy leczących rany po bitwie pod Kunowicami. Próbując podnieść ich na duchu wypowiedział słowa: „Mówię wam moi dzielni żołnierze, że może nas rozdzielić tylko śmierć...” Obraz przypominający to zdarzenie pod tytułem „Przemowa króla Fryderyka Wielkiego w Chobieni” znajduje się w Muzeum Sztuki w Düsseldorfie.

## Stan obecny
Co roku, w sierpniu, na zamku odbywają się koncerty rockowe Zamczysko. W latach 2009–2016 zaniechano ich organizacji. Obecnie zamek jest w trakcie remontu, a opiekunem obiektu jest fundacja "Zamek Chobienia".

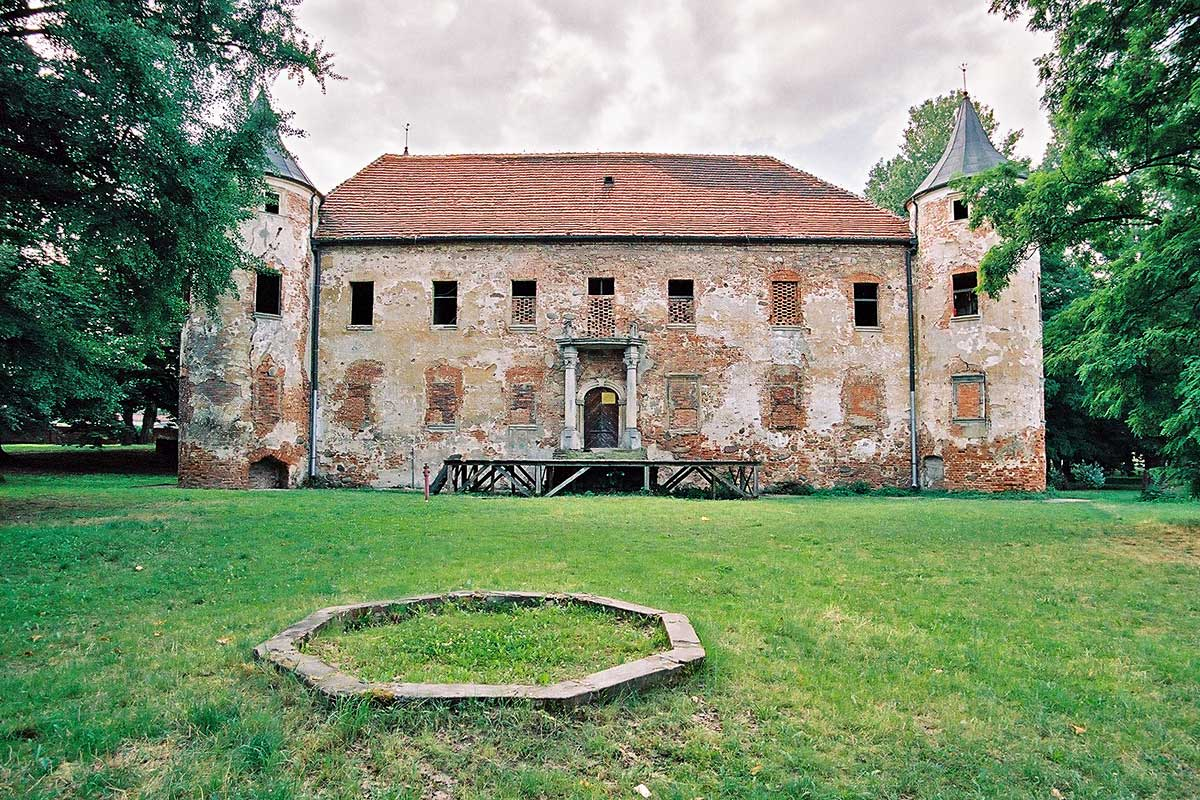
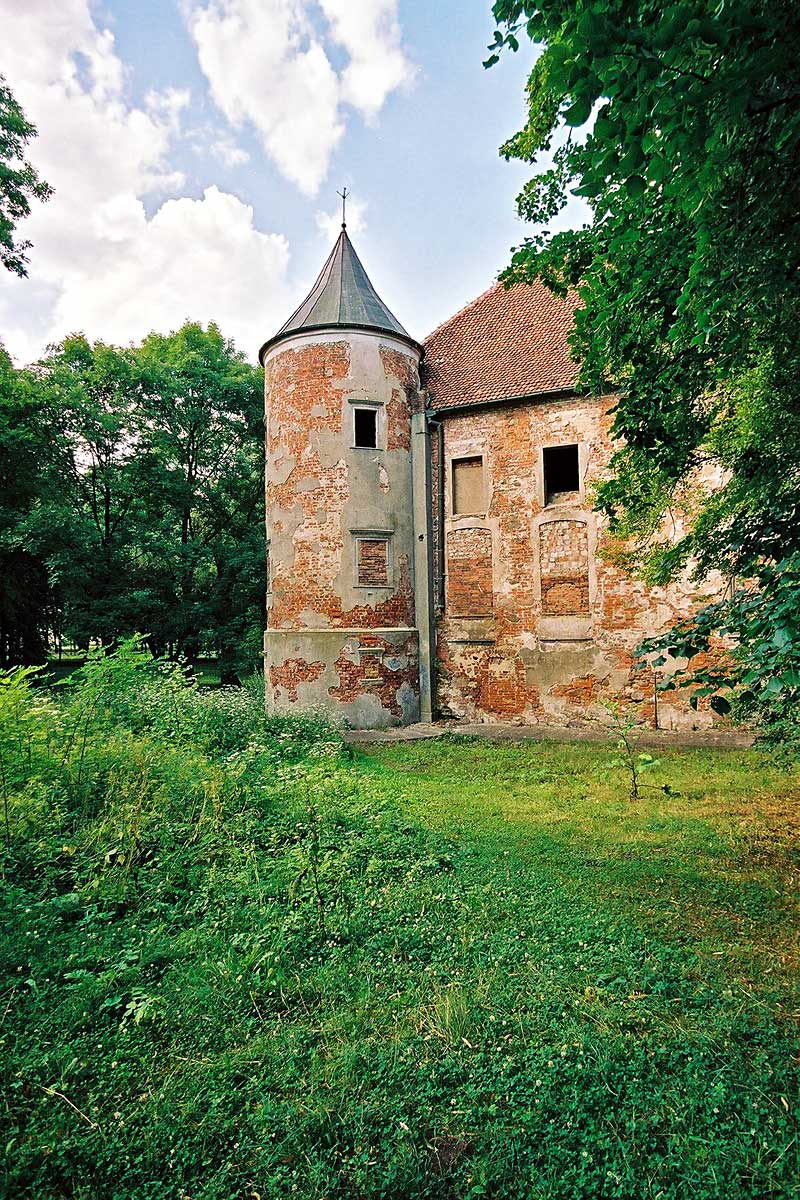
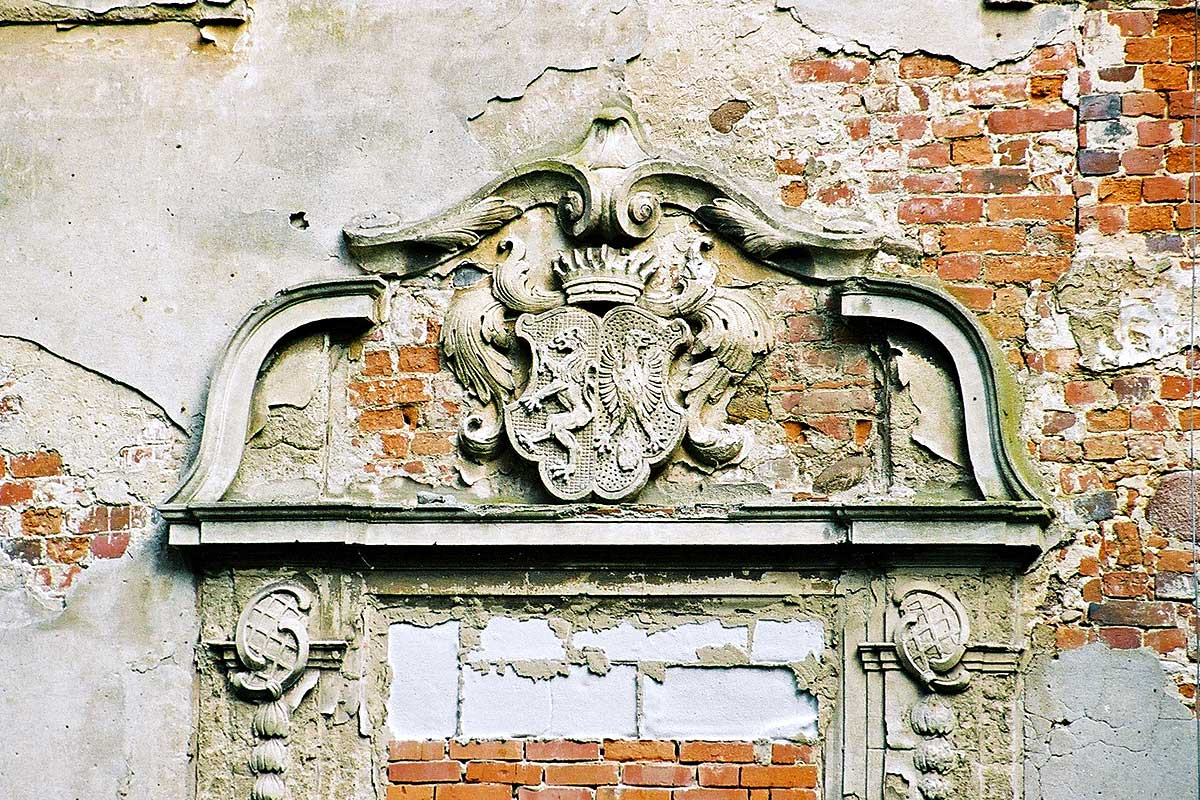
Herb von Saurma-Jeltsch
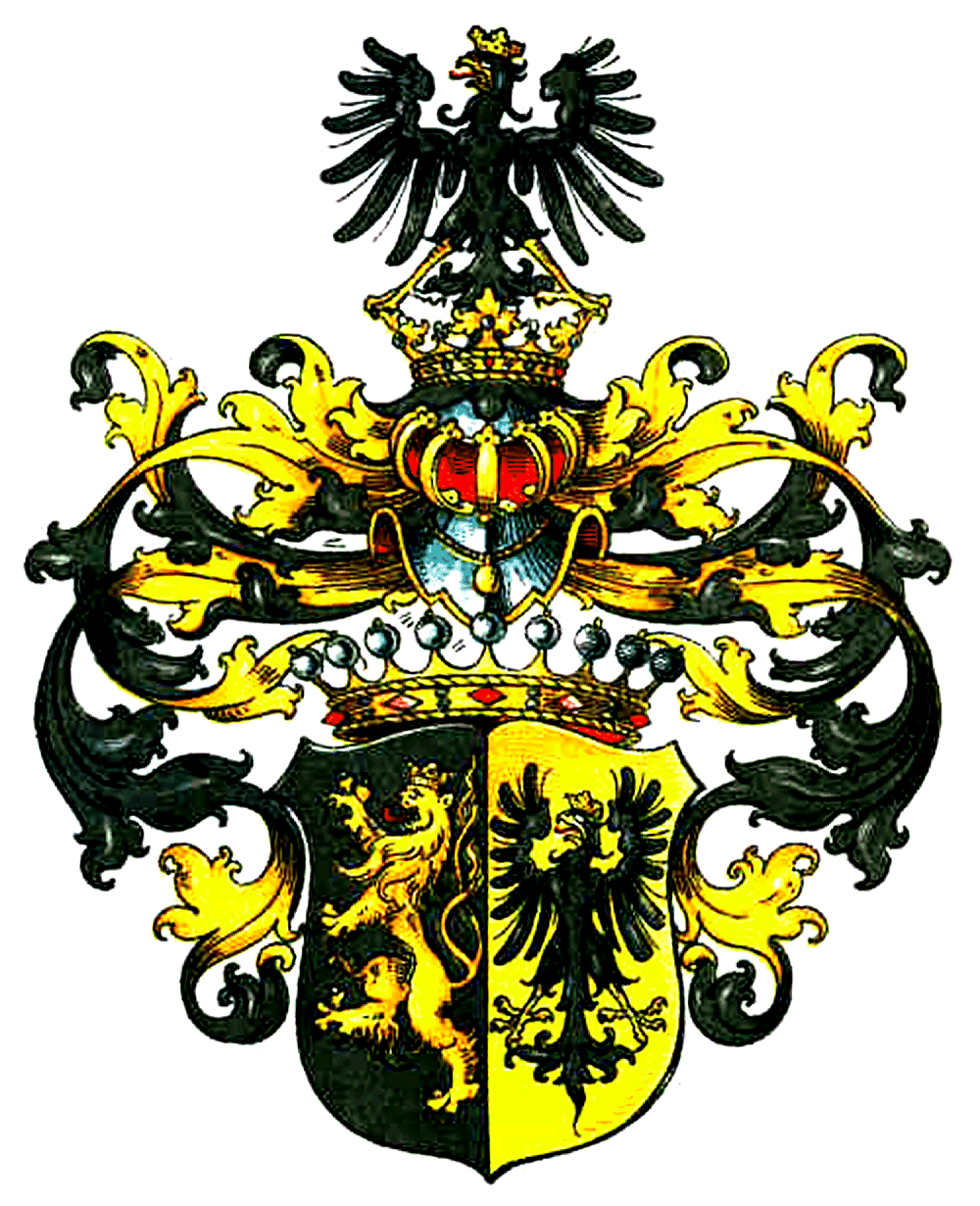
Herb von Saurma-Jeltsch

## Literatura
- Jarosław Kuczer. 2004. Znaczenie rodu von Kottwitz w enklawie chobieńskiej w latach 1477-1638. Studia Zachodnie 7, Uniwersytet Zielonogórski, str. 75-87.